# Doyogena
Doyogena (auch Doyo Gena) ist eine Kleinstadt im Südwesten Äthiopiens. Sie ist Hauptort der gleichnamigen Woreda Doyogena in der Kembata Tembaro Zone der Region der südlichen Nationen, Nationalitäten und Völker.

## Lage
Die Stadt befindet sich etwa 215 km von der nordöstlich gelegenen Hauptstadt Addis Abbeba entfernt im Hochland von Abessinien auf etwa 2600 m Höhe. Sie liegt am Ostrand eines 350 m tiefen Kraters mit 9 km Durchmesser. Eine Asphaltstraße verbindet Doyogena mit den Städten Soddo im Süden und Hosaena im Norden.

## Bevölkerung
2007 hatte Doyogena nach Angaben der Zentralen Statistikagentur Äthiopiens 6722 Einwohner.

## Bildungseinrichtungen
Doyogena verfügt über zwei Schulen, die Doyogena High School und die nordöstlich etwas außerhalb der Stadt liegende Wasera St. Theresa Catholic School.